# Basella
Basella è una frazione del comune di Urgnano, dista 3 km dal capoluogo e si trova in prossimità del fiume Serio.
Nella frazione Basella riveste interesse il santuario mariano omonimo, costruito in seguito alle presunte apparizioni della Madonna, avvenute l'8 e 17 aprile 1356. Ampliata un secolo più tardi per volere del condottiero Bartolomeo Colleoni, che vi seppellì la figlia Medea, rappresenta ancor il luogo di pellegrinaggio e di devozione popolare. Il santuario conserva anche la sepoltura di Alessandro Martinengo Colleoni, nipote del condottiero, e della moglie Bianca di Tomaso Mocenigo, quando furono traslate dalla chiesa di Santo Stefano dopo la sua distruzione per la realizzazione delle mura veneziane di Bergamo.
Basella fa parte del Parco del Serio.